# Storeria dekayi
Storeria dekayi là một loài rắn trong họ Rắn nước. Loài này được Holbrook mô tả khoa học đầu tiên năm 1839.

## Hình ảnh

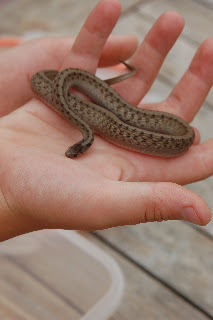
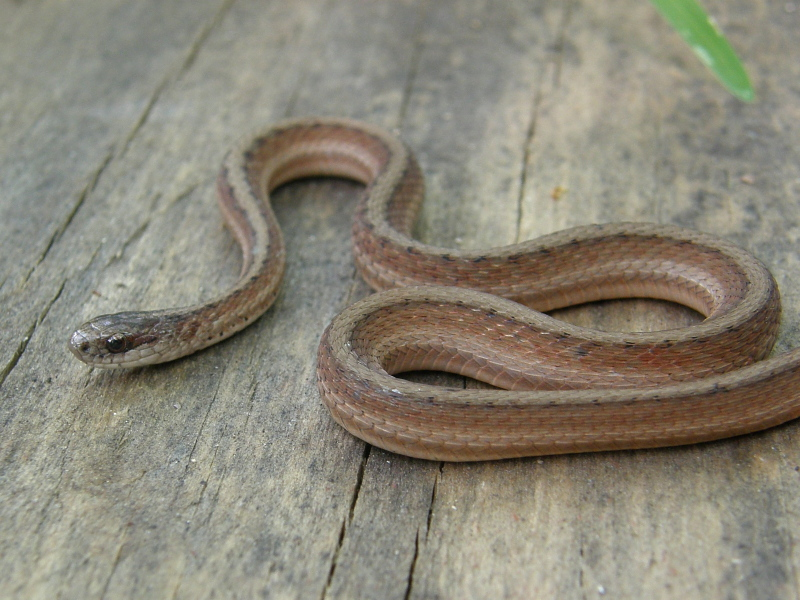
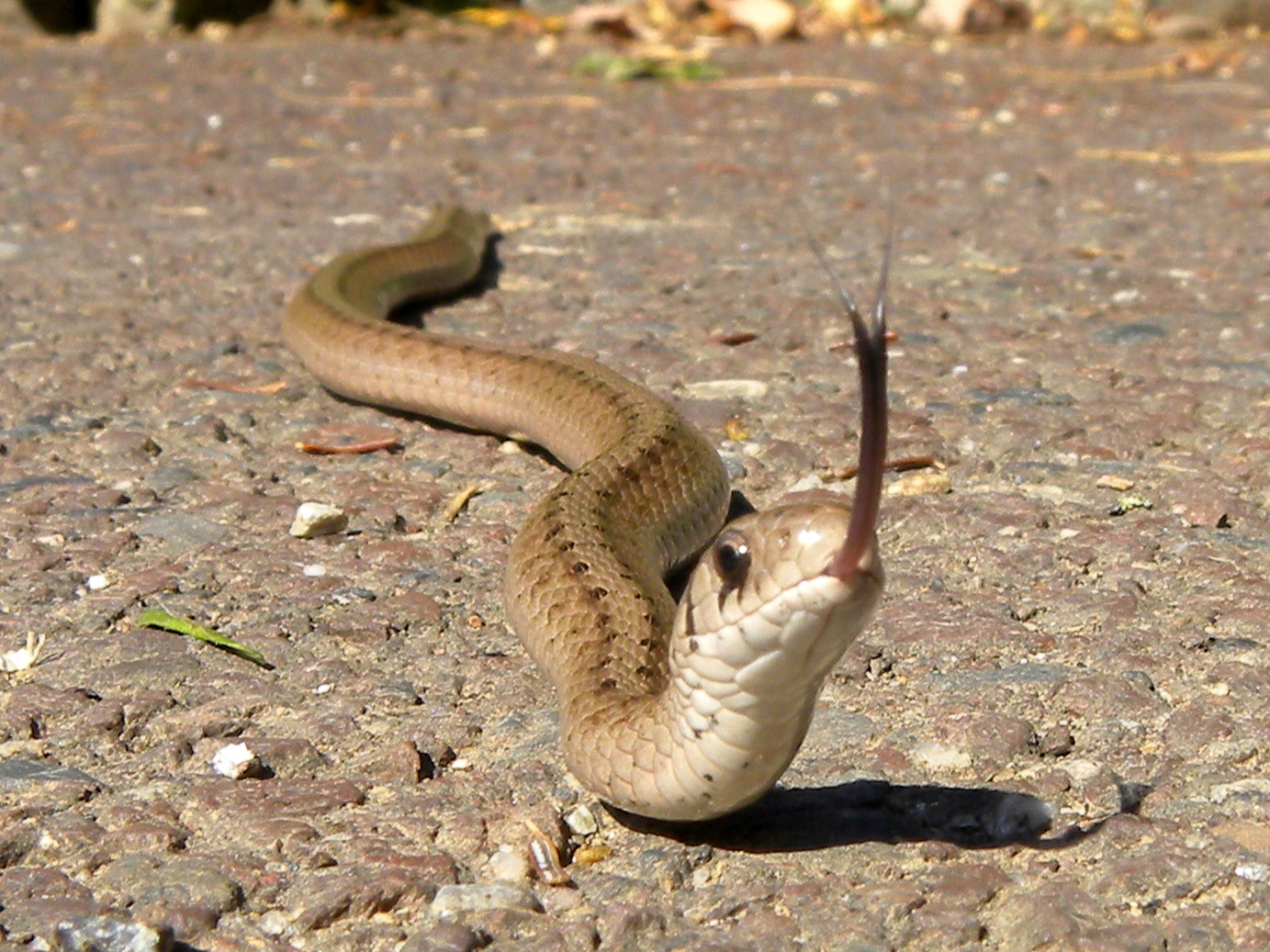
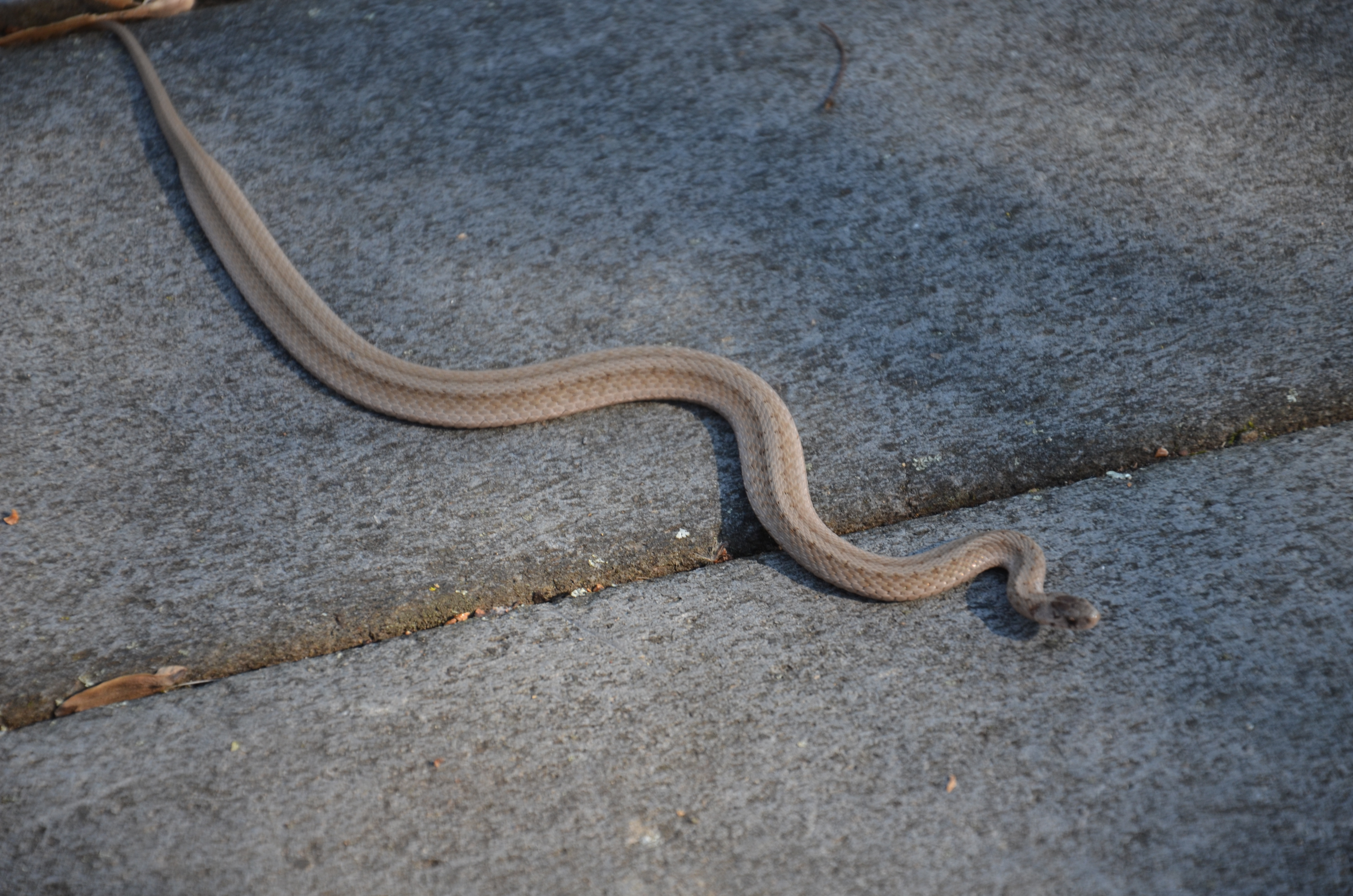
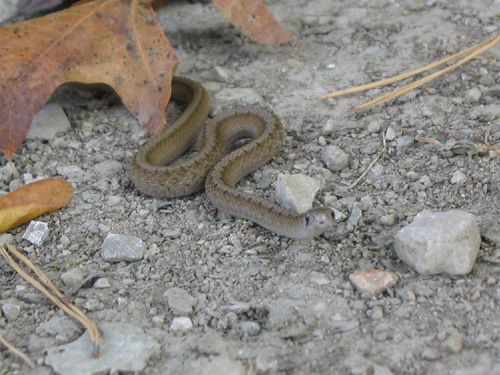